# Magico
《magico》是岩本直輝於2011年至2012年在《週刊少年Jump》上連載的日本漫畫作品。發行單行本全8卷。台灣東立出版社全8卷代理完畢。

## 概要
艾瑪是每500年就會出現一次的黑魔女，擁有可以毀滅世界的心臟，當她年滿16歲時候，就會承受不住自身的力量而死去。唯一可以改變她命運的就是「魔女結婚儀式」——以結婚為首的各種儀式。
為了封印寄宿在心臟的毀滅性力量—黑魔女，而對「魔女結婚儀式」發起挑戰的少女艾瑪和魔法使錫恩！！
於是為了結婚而展開的冒險開始了……

## 登場人物

### 主要人物
錫恩‧埃利法斯‧萊維
本作的男主角。鷹翼大陸上最強的魔法使「西方三賢者」中的一位黑魔法使。被稱作「『紫銀的掃帚使用者』錫恩‧埃利法斯‧萊維」，完成了許多超難度級別儀式的大魔法使，也是個「不斷引發問題的危險人物，是個該判8921年徒刑的大罪犯」。其實單純善良，有正義感。使用的掃帚魔法「傀儡」式，一根根掃帚草就像肌肉纖維一樣擁有著力量，而且還能夠像手一樣操縱自如，能使用這個魔法的只有錫恩，有另一種會說話掃帚叫雷光自稱世上最快的飛天掃帚。喜歡艾瑪，也是一個味覺失調的人，為了幫助初戀的艾瑪努力學習成為魔法使，還花了5年調查「魔女結婚儀式」的事。
被世人認為是蒙受天賦之才的眷顧而成為「西方三賢者」，但是其實錫恩雖然出生於魔法名家但是卻沒有才能，無論是身體能力還是理解力都比別人差，後來被自己的母親以10個小孩為祭品舉行禁忌儀式想讓錫恩變成魔人，但是儀式失敗不但沒有變成魔人反而還變成了劣化人類，身體虛弱頭腦也不好的他被母親拋棄後遇上了被囚禁的艾瑪，為了救艾瑪靠著努力與毅力讓自己變強到成為眾人口中的「西方三賢者」。
技能：
掃帚魔法「傀儡」式
掃帚魔法傀儡「改式」─「破鬼蒼刃」
改造「裹」掃帚魔法─魔劍「帚星」
裹掃帚魔法儀式「回憶掃討」
當這儀式發動所奉獻的貢品是「幸福的回憶」並非是忘了大家，只是有一些回憶會消失掉。
裹掃帚魔法儀式「回憶掃討」
當儀式發動會有無數的掃帚，詩音到64話目前為止只用了6個掃帚
第壹號掃帚哈雷
第2號掃帚恩克
飛行能力超強，甚至可以繞地球一周、全開狀態像大炮那樣發射可以將哥哥最強的魔人魔法打飛。第2號掃帚恩克其實是一名德國天文學家约翰·弗朗茨·恩克曾經計算過彗星的週期就命名為恩克彗星所以2號掃帚也可以叫作彗星掃帚。
第4號掃帚法葉
擁有治愈力和守護能力，通過被掃帚草所捆卷，同時修復傷勢和展開結界。
第14號掃帚沃爾夫
直接與詩音心臟連接的掃帚、就像是心臟是發動機像輸血液一樣將能量注入到掃帚裏、如詩音的心跳越是強注入的能量就越強是一把破壞掃帚、在與全開覺醒約修亞一戰中與繪茉用連結靈魂的紅線「阿克瑟斯」從而將掃帚力量提升才可將約修亞擊倒。
第20號掃帚威斯伐
第27號掃帚雷恩梅索
擁有強力粘著力的掃帚甚至能捕捉著光不放,可用引力反纏著。
艾瑪
本作的女主角。來自鄉下的少女。自小被囚禁在被荊棘包圍的小房子裡，十年前曾和年幼的錫恩見面(現已被消除記憶)，16歲逃離後再次和錫恩見面。其心臟孕育著「黑魔女」的身體及足以摧毀世界的魔力，導致多人搶奪。個性溫柔善良，非常喜歡錫恩，對露也非常照顧。
亞妮絲
會說話的黑貓，但實際上不是真正的貓，也不是生物。是俄斯用月球上的月砂做成的僕人，也是黑貓騎士團的團長。喜歡欺負和吐嘈容易害羞的錫恩。曾經說錫恩他們像一家人，亞妮絲像是姐姐一樣。
吉克
倖存的聖龍。由於聖龍的龍骨、龍鱗可以打造強力的武器而被胡亂捕獵導致聖龍滅絕，吉克在還是蛋的時候被自己的父母埋進地底而得以倖免，錫恩在尋找儀式供品時無意中發現蛋，從孵化開始陪在錫恩身邊，被詩音視為自己的兒子是像家人一樣的存在。其肚子裡有房屋以及廣大的土地，詩音等人在那生活著。作為殘存的聖龍，擁有神聖的力量，在他的肚子裡面即使「黑魔女」力量失控也不會對他造成影響，月夜一族的詛咒也會被抑制。
露
紅魔法使。居住在邊境地的安多拉的「惡魔之樹海」中的魔法少女，後與錫恩一行人同行。可說是錫恩和艾瑪的女兒，使用魔法為掌換魔法，有野性的「第六感」。一到了100 COMBO會變成18歲的姐姐，當她打出100拳後，就會變回小孩。
技：掌換魔法 五連掌換——「魔神連鎖」、七連掌換——「魔風空拳」、超必殺技掌換最強破壞拳「冥王」(100 COMBO時使用)冥王魔奧義「冥王世界」能夠將兩個人擊倒

### 儀式屋
伽魯蘭爺爺
儀式屋之城——魯莽者預見之夢上的儀式屋師傅，是詩音的熟人，非常好色，詩音通過他獲得掃帚魔法。世間罕見的半蟲半人的蟲人族，上身為人，下身為蟲。
托托
伽魯蘭爺爺的助手，十分尊敬詩音，稱其為「哥哥」，繪茉為「嫂嫂」。
艾恩

### 其他
馬洛尼·蓋特
藍魔法使。世上首位取得電話和電視等通訊系魔法儀式的人，隨之而來的是儀式專利權所得的大量財富，因而成為世界首富。性格自負而不服輸。自稱「構築了這個世界的情報網絡的情報魔術師」，並因此認為自己無所不知。

## 魔法使
魔法使根據使用的魔法和儀式分成以下四種：
紅魔法使/使用攻擊系魔法的魔術師
儀式/通過殘酷地折磨肉體的方式。
代表人物：露
藍魔法使/使用職業系魔法的魔術師
儀式/通過供品或的祈禱方式。
綠魔法使/使用創造系.魔法道具擅長精製的魔術師
儀式/通過組合複雜的供品的方式。
白魔法使/使用治癒系魔法的魔術師
儀式/尚未確立
黑魔法使/能使用一切顏色的魔法並在各自的等級中位於S級以上的超級魔術師
代表人物：錫恩
按照魔法使的的強弱分為SS～D的等級。

## 魔法儀式
為了得到魔法力量的手段、人們為了得到世界的力量而創造出來的「鑰匙」，但所得的魔法力量也會有耗盡的一天，此時就需要再次進行儀式來恢復。儀式大致分為兩類（「儀式」的兩大核心）： 
收集
為了得到儀式的必要祭品，通常會冒著危險去狩獵魔獸或秘境探險等。
禮儀
完成獻上收集到的祭品、絕食或是瀑布修行等的苦行。

### 魔女結婚儀式
結婚儀式
戴上結婚戒指以抑制魔力。
誓約之吻
戴上結婚戒指的兩人互相親吻。
魔石裝儀
將魔石「魯貝烏斯」鑲嵌進入結婚戒指中。
聖沐浴儀
一邊浸泡神泉「露娜」一邊吟唱着咒語三小時。
普羅涅拉的祝福
只有某族族人才能發出擁有擋開「疾病、不幸、詛咒」的像盔甲一樣力量的魔法之語。
魔婚禮服
必要穿著三神裝。
太陽珍珠之儀
找出在珍寶·拉古索海深300米處附近、擁有魔力的珍珠並吞服它。
魔法屋儀
接受魔法屋的魔力，通過每天都睡眠來抑制黑魔女的力量。
永遠擁抱之儀
用鳳凰島羽尾將二人的身體綁在一起，兩天內一直擁抱着。

## 用語

### 地名
鷹翼大陸
鷹眼王國
魔法都市
骸眼王國
卓提亞所統治的大國。
東之樂園
馬洛尼·蓋特在海上建造的城堡，為富人而設、世界一流的娛樂場。
安哥拉
邊境地。
惡魔之樹海
神泉露娜所孕育的森林，被露娜的水所蘊含的生命能源影響，此處有從未見過的動植物、甚至是扭曲的空間。
神泉露娜
位於「惡魔之樹海」中的神泉。據說只要在其沐浴一定的時間就能醫百病，但人一旦觸碰就會感受到電擊般的劇痛，因此被稱為「惡魔的慈悲」。
艾烏羅莎
惡魔的樹海山腳下的小村莊。
魯莽者預見之夢
一個匯集了儀式屋及隨之而來的魔術師的城鎮。

### 其他
黑魔女
五百年才出現一位，其心臟擁有足以毀滅世界的魔力。
星眼地圖
魔石露貝奧絲
凝聚大地力量而形成的稀有魔石，其光輝、色彩、硬度、價格等無一不是世界第一的。
魔眼計
能看穿一個魔術師的儀式經歷、持有魔法及其餘量。
三神裝
擁有強大魔力的服裝，由原收藏於大魔術博物館的「精靈王的禮服」、潘多拉國庫的「聖龍面紗」和「亞斯蘭的花束」組成。會隨穿衣者的情緒變成不同形態（如盔甲和武器），可詠唱「庫洛傑特」把其壓制成手鐲。

## 書籍情報
| 集英社 | 集英社                      | 集英社        | 集英社                 | 東立出版社                  | 東立出版社     | 東立出版社             |
| 卷數   | 標題                        | 發售日期      | ISBN                   | 標題                        | 發售日期       | ISBN                   |
| ------ | --------------------------- | ------------- | ---------------------- | --------------------------- | -------------- | ---------------------- |
| 01     | Ceremony of fate            | 2011年7月4日  | ISBN 978-4-08-870262-9 | Ceremony of fate            | 2012年6月20日  | ISBN 978-986-10-9712-1 |
| 02     | For you                     | 2011年9月2日  | ISBN 978-4-08-870290-2 | For you                     | 2012年6月20日  | ISBN 978-986-10-9713-8 |
| 03     | Meteoric shower             | 2011年12月2日 | ISBN 978-4-08-870308-4 | Meteoric shower             | 2012年7月20日  | ISBN 978-986-10-9714-5 |
| 04     | With all one's heart        | 2012年2月3日  | ISBN 978-4-08-870377-0 | With all one's heart        | 2012年9月20日  | ISBN 978-986-10-9715-2 |
| 05     | Desperately                 | 2012年4月4日  | ISBN 978-4-08-870406-7 | Desperately                 | 2012年10月30日 | ISBN 978-986-10-9994-1 |
| 06     | Recollections made with you | 2012年6月4日  | ISBN 978-4-08-870432-6 | Recollections made with you | 2012年12月5日  | ISBN 978-986-317-368-7 |
| 07     | Smile                       | 2012年8月3日  | ISBN 978-4-08-870481-4 | Smile                       | 2013年1月7日   | ISBN 978-986-317-695-4 |
| 08     | A way with a flower         | 2012年10月4日 | ISBN 978-4-08-870520-0 | A way with a flower         | 2013年2月5日   | ISBN 978-986-324-124-9 |

## 外部連結
- magico｜連載作品｜集英社『週刊少年JUMP』官方網站（日語）
- 《magico魔法儀式》岩本直輝｜書目資料清單｜東立出版社（繁體中文）
- magico／全8巻｜ 岩本 直輝｜ JUMP漫畫雜誌｜BOOKNAVI｜集英社 （页面存档备份，存于）（日語）